# United Football League (2009–2012)
Die United Football League (kurz UFL) war eine American-Football-Liga in den USA, die 2007 gegründet wurde, ihren Spielbetrieb im Jahre 2009 aufnahm und 2012 wieder aufgelöst wurde.

## Geschichte
Die UFL wurde mit dem Ziel gegründet, die Großstädte mit Football zu versorgen, in denen noch kein professioneller Football angeboten wird oder noch Potential für weitere Teams gegeben ist. Während die Hauptkonkurrenz in Form der National Football League meist in Metropolregionen mit über einer Million Einwohnern ansässig ist, ist die UFL auch in kleineren Städten wie Omaha oder Hartford vertreten. Laut UFL gebe es rund 21 Städte in den USA, in denen die wirtschaftliche Grundlage, das Interesse und die TV-Marktsituation gegeben seien, um erfolgreich arbeiten zu können.
Die erste Saison wurde mit dem Spiel Las Vegas Locomotives gegen die California Redwoods am 8. Oktober 2009 eröffnet. Der Zuschauerschnitt von 9.305 in der Premierensaison blieb hinter den Erwartungen zurück. In der zweiten Saison konnte unter anderem der bekannte ehemalige NFL-Spieler Daunte Culpepper verpflichtet werden, was der Liga etwas mehr an Aufmerksamkeit brachte. Der Zuschauerschnitt stieg für die Regular Season auf fast 15.000 Zuschauer.
Im Januar 2011 wurde bekannt gegeben, dass die Florida Tuskers Franchise nicht weiter bestehen wird. Spieler und Trainerstab wechselten zum neu gegründeten Team Virginia Destroyers. Im August 2011 folgte die Auflösung der Hartford Colonials. Vor Saisonbeginn 2011 verfehlte die UFL das Ziel neue Fernsehübertragungsrechte abzuschließen. Zusätzlich verlor die Liga ihre bestehenden landesweiten TV-Partner, was dazu führte, dass nur wenige Spiele im regionalen Programm ausgestrahlt wurden. Die UFL zeigte sich aber weiter bemüht die Liga auszubauen. Kandidat für ein neues Team sei u. a. Salt Lake City. Mitte Oktober 2011 wurde bekannt gegeben, dass die laufende Saison verkürzt würde und die letzten beiden Spieltage ausfallen würden. Das Championship Game wurde vorgezogen. Meister der Saison 2011 wurden die Virginia Destroyers. Die letzte Saison wurde am 20. Oktober 2012, etwa zur Hälfte der Saison, abgebrochen. Zum Meister wurde der Tabellenführer Las Vegas Locomotives erklärt.

## Spielmodus
Die Spiele fanden an für professionellen American Football untypischen Spieltagen statt. Gespielt wurde am Mittwoch, Donnerstag sowie Freitag und Samstagabend. Zwar kam es zu Überschneidungen mit Highschool und College-Football-Spielen, der NFL ging man so allerdings aus dem Weg.
Die Saison begann Mitte September und schließt Ende November. Es gab zehn Spieltage, wobei jedes Team vier Heim- und vier Auswärtsspiele austrug sowie zwei spielfreie Tage hatte. Ende November trafen die beiden besten Mannschaften im sogenannten Championship Game aufeinander, um den Meister zu ermitteln.

## Regelunterschiede
In Abgrenzung zur NFL gab es einige Regelunterschiede. Eine Auswahl:
- Intentional grounding – Dem Quarterback ist es erlaubt den Ball absichtlich wegzuwerfen um einen Sack zu vermeiden, falls er sonst zur Line of Scrimmage zurückgeworfen werden würde.

- Instant replay – Alle Spielszenen werden von dem Replay Official in der Wiederholung angeschaut und gegebenenfalls innerhalb von 90 Sekunden geregelt.

- Overtime – Im Gegensatz zur Sudden Death Regel der NFL bekommen beide Teams die Möglichkeit eine Angriffsphase auszuspielen. Sollten beide Mannschaften während ihrer Phase keine Punkte erzielen gilt danach die Sudden-Death-Regel. Steht es nach 15 Minuten Nachspielzeit immer noch Punktgleich, gilt das Spiel als Unentschieden.

- Touchdown celebrations – Nach dem Touchdown ist Spielerjubel nur innerhalb der Endzone oder in den Bereichen der Spielerbänke erlaubt.

## Teams
| Team                                                | Ort                                                                                           | Stadion                                                       | Spielzeiten     |
| --------------------------------------------------- | --------------------------------------------------------------------------------------------- | ------------------------------------------------------------- | --------------- |
| Las Vegas Locomotives                               | Las Vegas, Nevada                                                                             | Sam Boyd Stadium                                              | 2009–2012       |
| Omaha Nighthawks                                    | Omaha, Nebraska                                                                               | Johnny Rosenblatt Stadium (2010) TD Ameritrade Park (2011/12) | 2010–2012       |
| California Redwoods Sacramento Mountain Lions       | San Francisco und San José, Kalifornien Sacramento, California                                | AT&T Park, Spartan Stadium Hornet Stadium, Raley Field        | 2009 2010–12    |
| Florida Tuskers Virginia Destroyers                 | Orlando, Florida Hampton Roads, Virginia                                                      | Citrus Bowl Virginia Beach Sportsplex                         | 2009–10 2011–12 |
| New York Sentinels (2009) Hartford Colonials (2010) | East Rutherford, New Jersey (2009) Hempstead, New York (2009) Hartford, Connecticut (2009–10) | Giants Stadium James M. Shuart Stadium Rentschler Field       | 2009–10         |